# Димитровський сільський округ
Дими́тровський сільський округ (каз. Димитров ауылдық округі, рос. Димитровский сельский округ) — адміністративна одиниця у складі Алтинсаринського району Костанайської області Казахстану. Адміністративний центр — село Танабаєвське.
Населення — 723 особи (2021; 1013 у 2009, 1312 у 1999, 1434 у 1989).
Станом на 1989 рік існувала Димитровська сільська рада (селища Воробйовський, Танабаєвський).

## Склад
До складу округу входять такі населені пункти:
| Населений пункт    | Старі назви   | Населення, осіб (1989) | Населення, осіб (1999) | Населення, осіб (2009) | Населення, осіб (2021) |
| ------------------ | ------------- | ---------------------- | ---------------------- | ---------------------- | ---------------------- |
| Воробйовське, село | Воробйовський | 357                    | 332                    | 314                    | 159                    |
| Танабаєвське, село | Танабаєвський | 1077                   | 980                    | 699                    | 564                    |